# Френсіс Едвард Фараго
Френсіс Едвард Фараго (англ. Francis Edward Faragoh; 16 жовтня 1898, Будапешт — 25 липня 1966, Окленд) — американський сценарист. Він написав сценарії для 20 фільмів в період між 1929 і 1947 роками. В 1931 році він був номінований на премію «Оскар» за найкращий адаптований сценарій для фільму «Маленький Цезар».

## Життєпис
Він народився в Будапешті, Угорщина і помер в Окленді, штат Каліфорнія від серцевого нападу.

## Фільмографія
- 1929 : Her Private Affair
- 1930 : Back Pay
- 1931 : Маленький Цезар / Little Caesar
- 1931 : The Right of Way
- 1931 : Iron Man
- 1931 : Too Young to Marry
- 1931 : Frankenstein
- 1932 : Prestige
- 1932 : The Last Man
- 1932 : Under-Cover Man
- 1934 : Hat, Coat, and Glove
- 1935 : Chasing Yesterday
- 1935 : Becky Sharp
- 1935 : The Return of Peter Grimm
- 1936 : Dancing Pirate
- 1942 : The Mad Martindales
- 1943 : My Friend Flicka
- 1946 : Renegades
- 1947 : Easy Come, Easy Go